# La Verne
La Verne és una ciutat dels Estats Units a l'estat de Califòrnia. Segons el cens del 2000 tenia 31.638 habitants.

## Demografia
Segons el cens del 2000, La Verne tenia 31.638 habitants, 11.070 habitatges, i 8.346 famílies. La densitat de població era de 1.470 habitants/km².
Dels 11.070 habitatges en un 35,5% hi vivien nens de menys de 18 anys, en un 60% hi vivien parelles casades, en un 11,5% dones solteres, i en un 24,6% no eren unitats familiars. En el 19,6% dels habitatges hi vivien persones soles el 9,6% de les quals corresponia a persones de 65 anys o més que vivien soles. El nombre mitjà de persones vivint en cada habitatge era de 2,79 i el nombre mitjà de persones que vivien en cada família era de 3,23.
Per edats la població es repartia de la següent manera: un 25,2% tenia menys de 18 anys, un 9,7% entre 18 i 24, un 27,4% entre 25 i 44, un 24,5% de 45 a 60 i un 13,1% 65 anys o més.
L'edat mediana era de 38 anys. Per cada 100 dones de 18 o més anys hi havia 89 homes.
La renda mediana per habitatge era de 61.326 $ i la renda mediana per família de 70.344 $. Els homes tenien una renda mediana de 50.429 $ mentre que les dones 35.180 $. La renda per capita de la població era de 26.689 $. Entorn del 2,5% de les famílies i el 4,7% de la població estaven per davall del llindar de pobresa.

## Poblacions més properes
El següent diagrama mostra les poblacions més properes.